# Josephine van der Meer
Josephine van der Meer (20 december 1959) is een Nederlandse actrice. Haar toneelcarrière begon bij Globe te Eindhoven. Ze is bekend geworden bij het grote publiek door drie seizoenen een rol te spelen in de tv-serie In de Vlaamsche pot. Daarna verscheen ze nauwelijks meer op tv. Ze speelde ook een gastrol in Baantjer en in de serie Bij ons in de Jordaan over Johnny Jordaan.
Momenteel is Josephine voornamelijk bezig als stemactrice.